# تساروو
تساروو شهری در استان بورگاس کشور بلغارستان است که جمعیت آن در سال ۲۰۰۱ میلادی ۵٬۸۵۴ نفر بوده‌است.

## نگارخانه

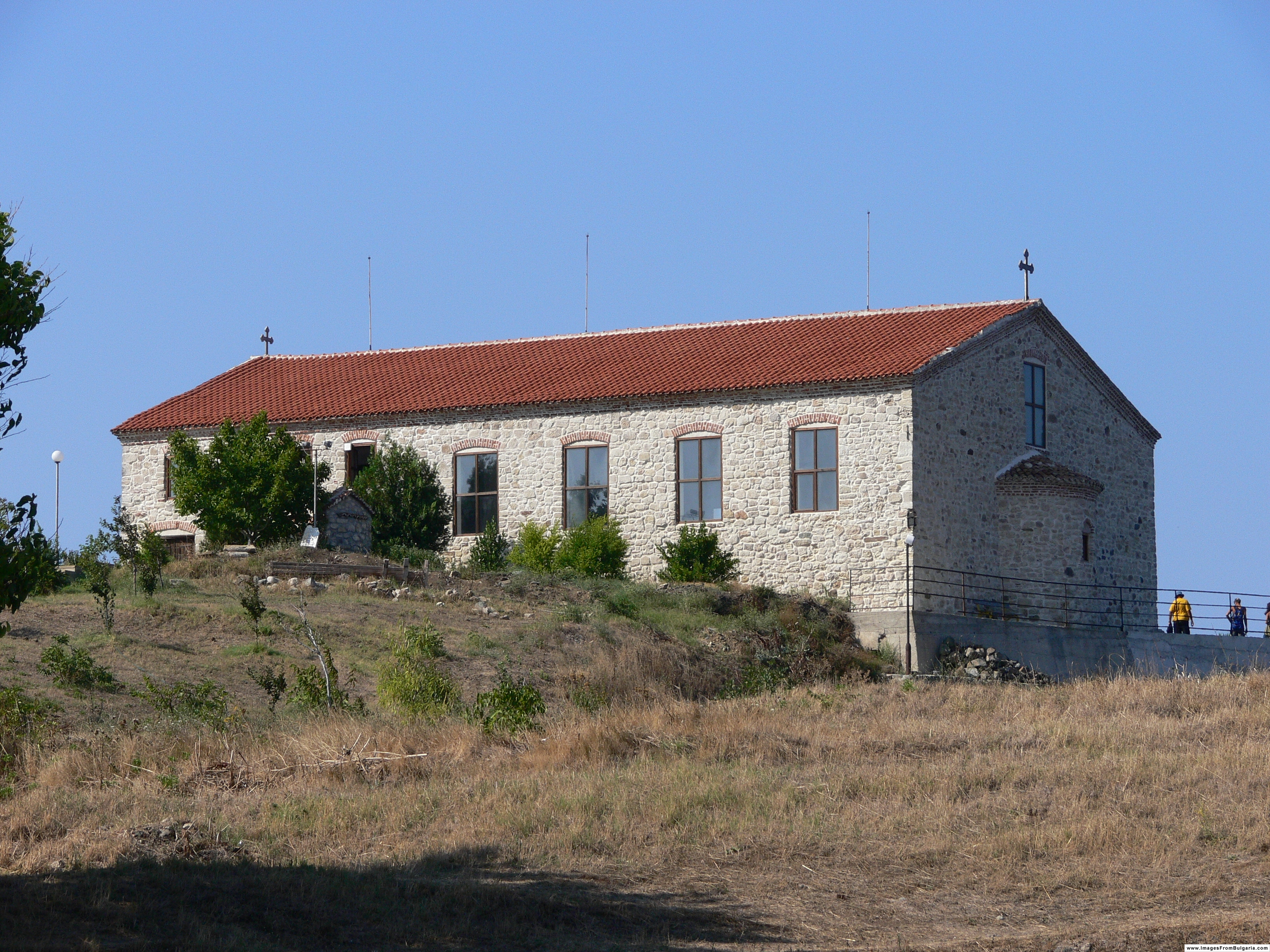
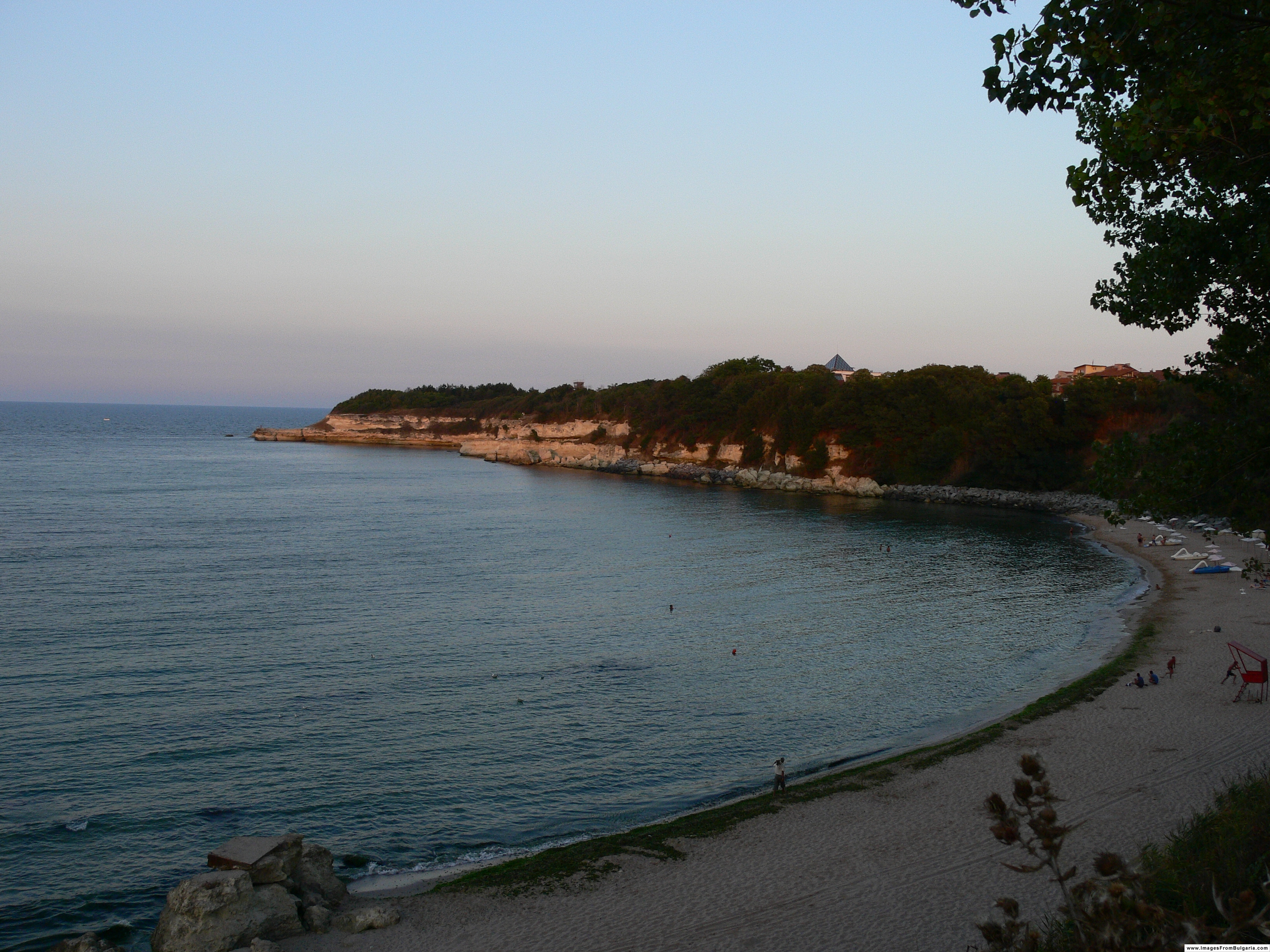
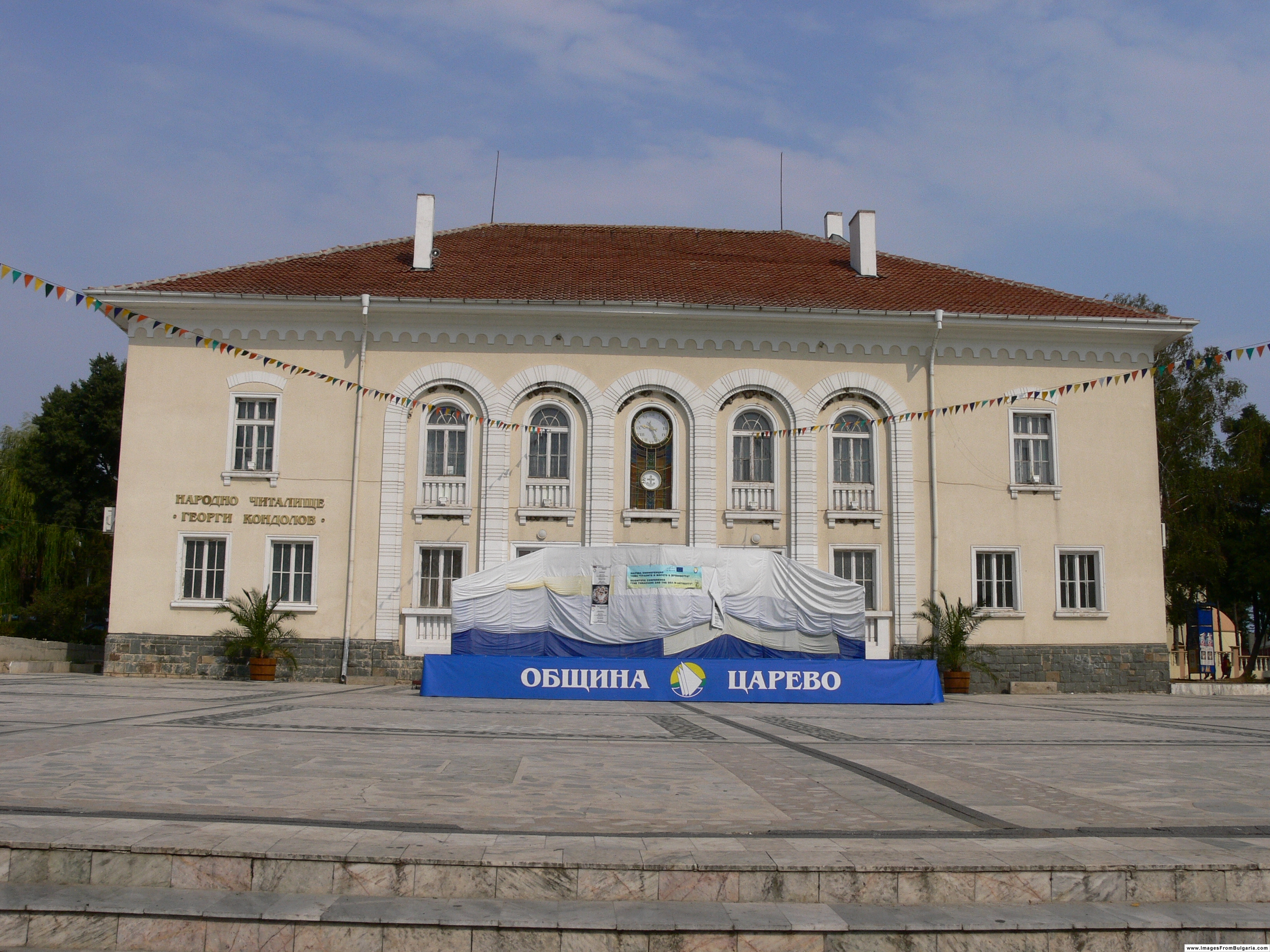
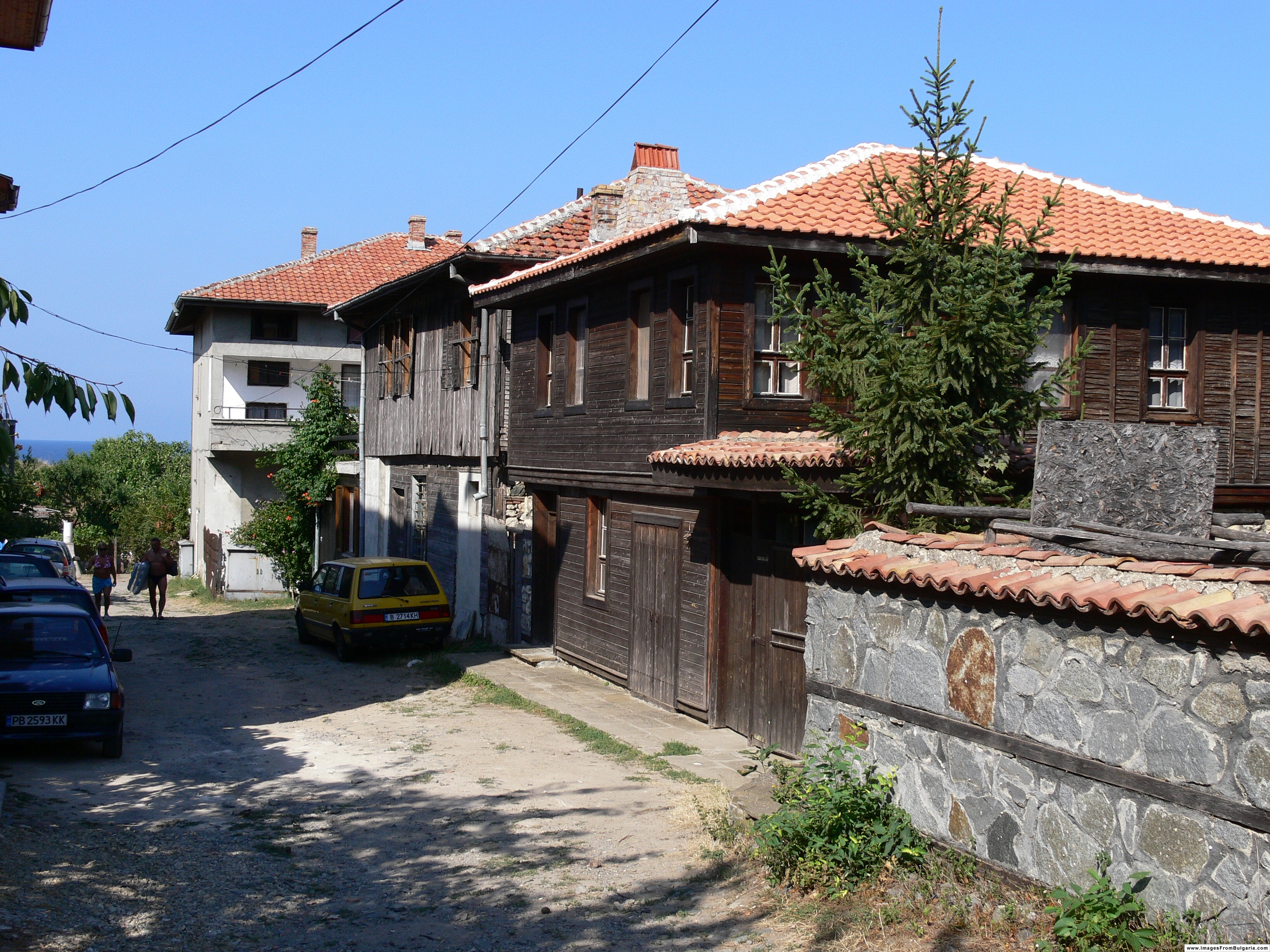
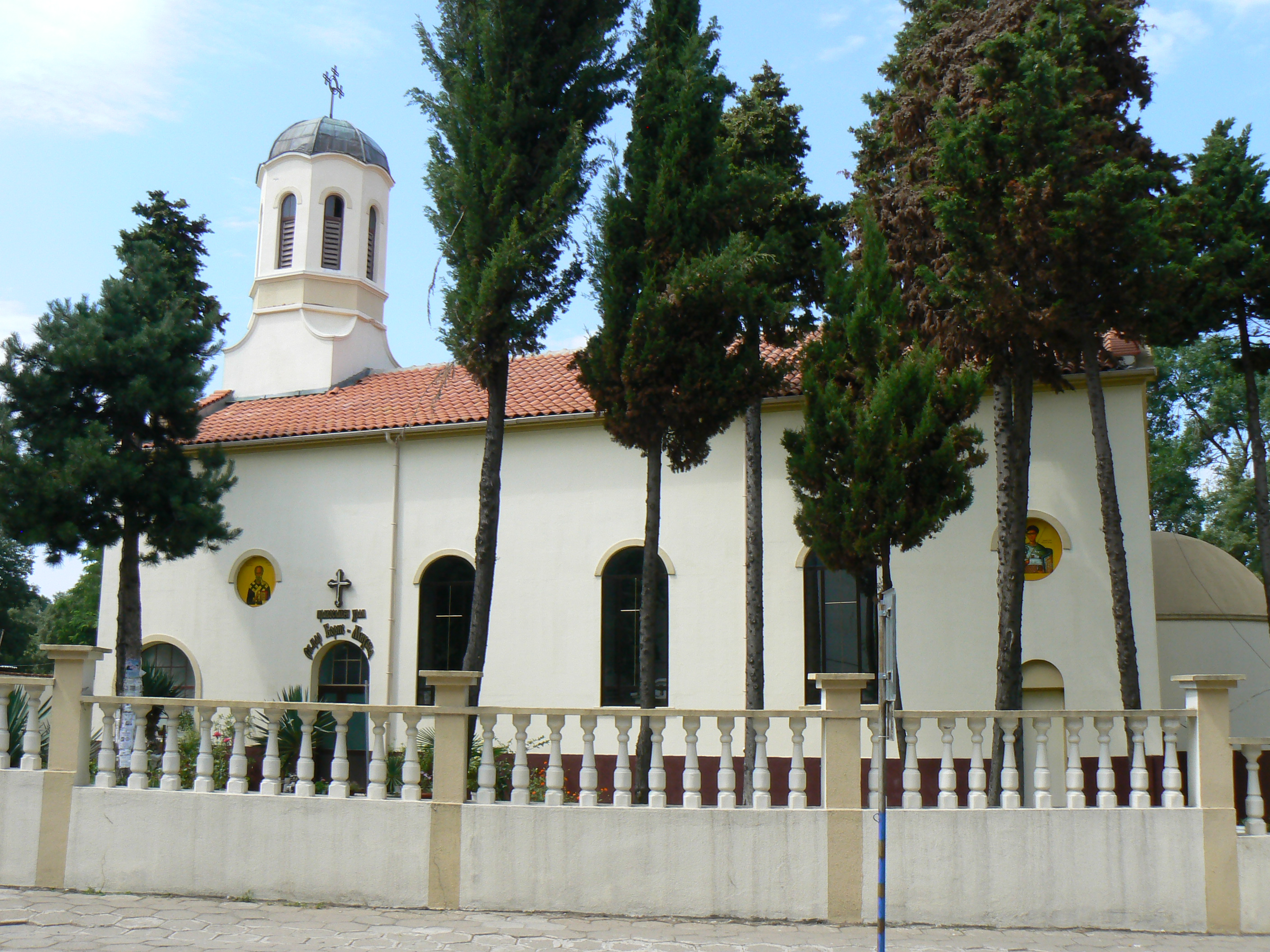
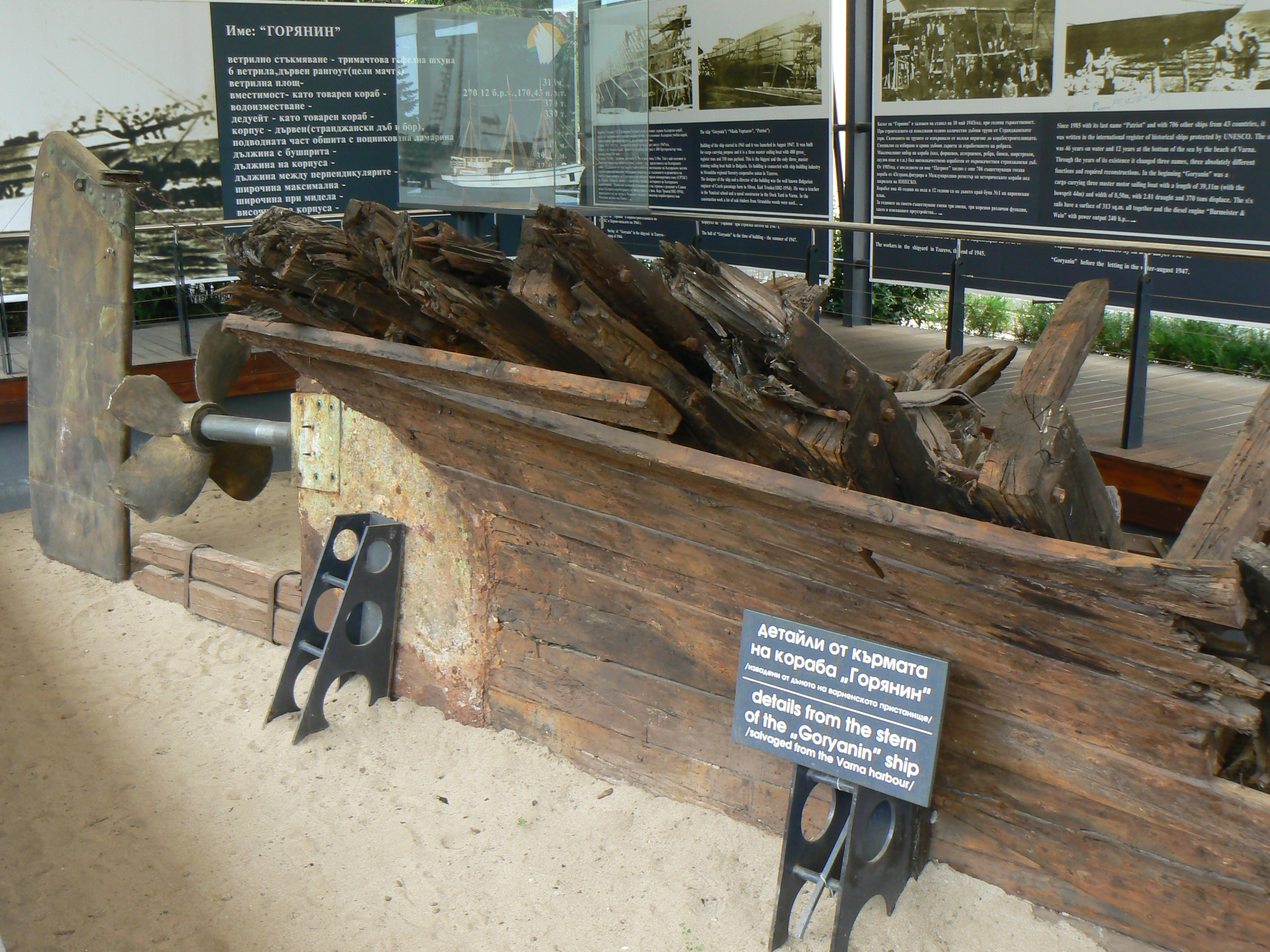